# ジャン・シャルダン

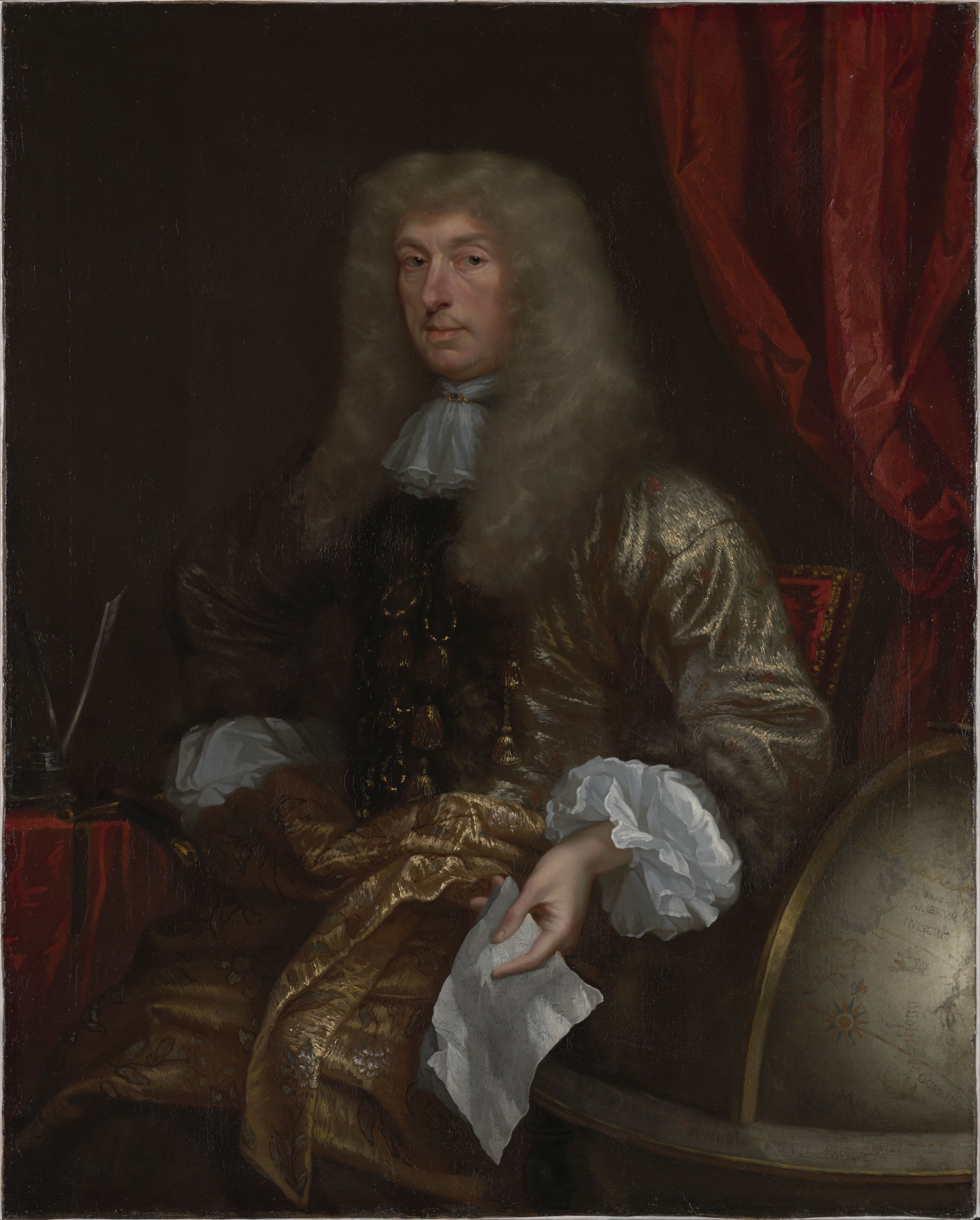
ジャン・シャルダン

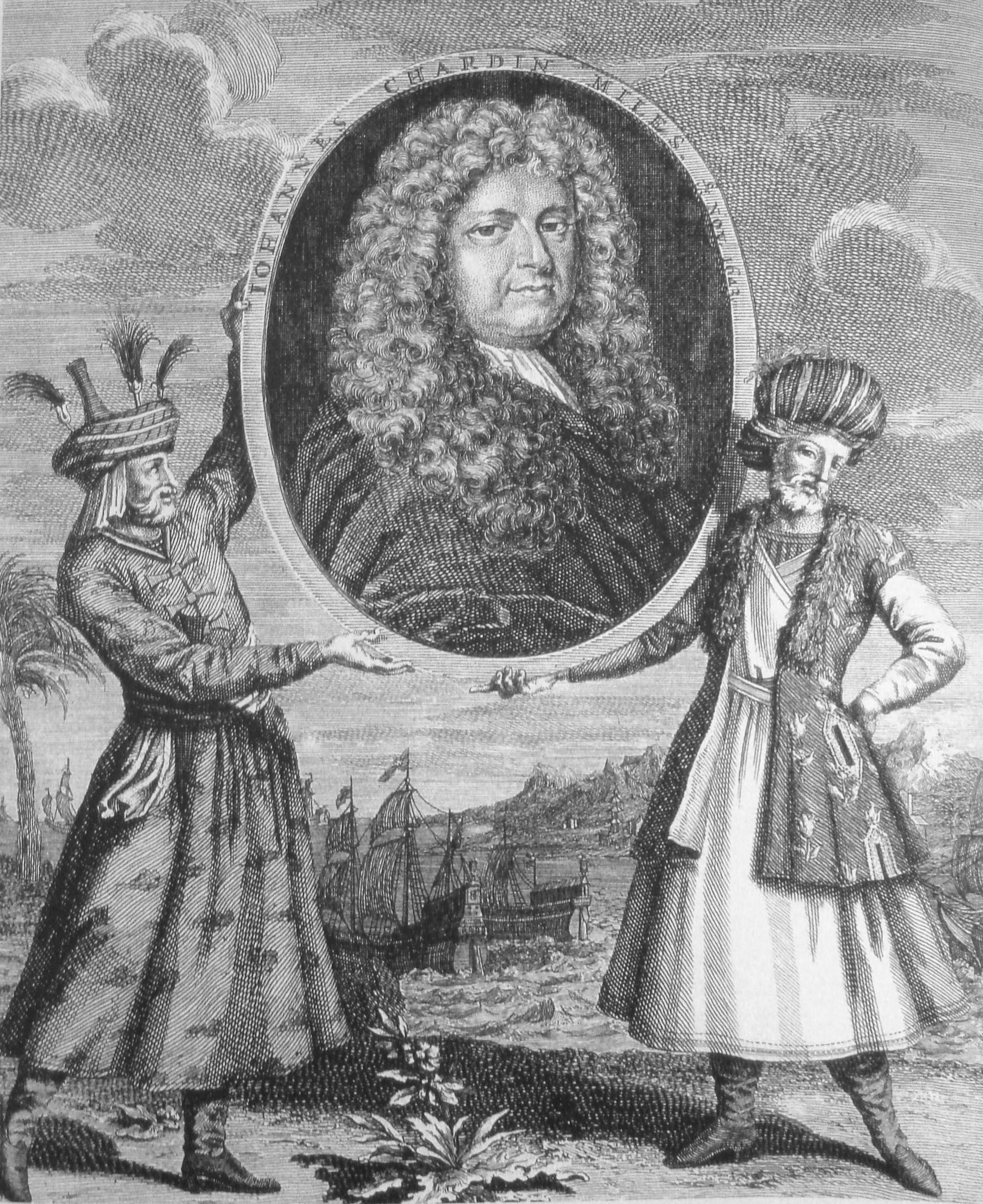
「勲爵士シャルダン殿のペルシアと東方諸地域への旅」の表紙

ジャン・シャルダン（Jean Chardin, 1643年 - 1713年）は、フランスに生まれ、後にイギリスへ亡命した商人。

## 経歴
フランスのパリに富裕な宝石商の息子として1643年生まれた。2度ペルシアへ旅行した。一度目は1664年、リヨンの商人とともにインドとペルシアへ向い、滞在中にサファヴィー朝王アッバース2世の死去とスレイマーン1世の即位に遭遇した。1670年フランスに帰国し、「ペルシア王スレイマーンの戴冠」を出版した。フランスにおいてはプロテスタントでは出世が望めず、1671年再度ペルシアに向けて出発し、イスタンブールやグルジアを経由して1673年ペルシアに到着し、その後も商売のためインドとペルシアを行き来し、最終的に1680年を発ち喜望峰経由でフランスに帰国した。
14年あまりの間東方で過ごした商人でダイヤモンドなどにより大量の利益をあげた。ペルシア語などを習得していて、現地人との交流も深かった。
2度目の旅行の帰国後、フランスでは少数派だったキリスト教プロテスタントのカルヴァン派に所属していたため、身の危険を感じてイギリスに移住し、王宮付き宝石商となり、チャールズ2世によりナイトの爵位を得た。
イギリスの東インド会社に多額の出資を行ったが、役員選挙で落選している。そのためか、弟と新会社を設立している。一方で東インド会社の代表者としてオランダに赴任した。1682年に王立協会フェローに選出。
1686年2度目のペルシア旅行に関する「旅行記」を出版した。1711年迄に残る部分の旅行記を出版した。当時ほとんど知られていなかったペルシアに関する旅行記は、当時大きな反響を呼んだ。

## 代表著作
- 1711年『勲爵士シャルダン殿のペルシアと東方諸地域への旅』

### 日本語訳
- 『シャルダン ペルシア紀行』（羽田正・佐々木康之共訳注、岩波書店〈17・18世紀大旅行記叢書 6巻〉 1993年）
- 『ペルシア見聞記』（岡田直次訳注、平凡社東洋文庫、1997年）
- 『ペルシア王 スレイマーンの戴冠』（岡田直次訳注、平凡社東洋文庫、2006年）
- 『シャルダン「イスファハーン誌」研究 17世紀イスラム圏都市の肖像』（羽田正ほか編訳著、東京大学出版会 1996年）